# 东杜尔基镇
东杜尔基镇，是中华人民共和国内蒙古自治区兴安盟突泉县下辖的一个乡镇级行政单位。

## 行政区划
东杜尔基镇下辖以下地区：
兴华街社区、杜尔基村、大友村、六合村、五一村、杜荣村、裕民村、太平村、杜祥村、杜胜村、幸福村、红光村、光明村、和平村、西山村、加拉嘎村、保安村、保全村、东泉村、明星村和五四村。